# Tourrenquets
Tourrenquets (gaskognisch: Torrenquets) ist eine französische Gemeinde mit 103 Einwohnern (Stand: 1. Januar 2022) im Département Gers in der Region Okzitanien (vor 2016 Midi-Pyrénées). Sie gehört zum Arrondissement Auch und zum Kanton Gascogne-Auscitaine. Mirepoix ist zudem Mitglied des 2001 gegründeten Gemeindeverbands Grand Auch Cœur de Gascogne.

## Lage
Tourrenquets liegt etwa 14 Kilometer nordnordöstlich der Stadt Auch. Umgeben wird Tourrenquets von den Nachbargemeinden Miramont-Latour im Nordwesten und Norden, Puycasquier im Osten, Crastes im Süden sowie Mirepoix im Westen.

## Bevölkerungsentwicklung
| Jahr                       | 1962 | 1968 | 1975 | 1982 | 1990 | 1999 | 2006 | 2011 | 2020 |
| Einwohner                  | 180  | 141  | 120  | 126  | 102  | 117  | 124  | 123  | 110  |
| Quellen: Cassini und INSEE |      |      |      |      |      |      |      |      |      |

## Sehenswürdigkeiten
- Kirche Saint-Maurice[1]